# تلمبه‌خانه رازان
تلمبه‌خانه رازان یک منطقهٔ مسکونی در ایران است که در دهستان قایدرحمت واقع شده است. تلمبه‌خانه رازان ۵۶ نفر جمعیت دارد و بخشی از روستای گلدره به حساب می‌آید.